# Tour de Colombie 2010
Le Tour de Colombie 2010 a eu lieu du 1er au 15 août 2010. Il est inscrit au calendrier de l'UCI America Tour 2010. C'était la 60e édition et à cette occasion, il fut rendu hommage aux vainqueurs des précédentes éditions.
La victoire est revenue au Colombien Sergio Henao, vainqueur de deux étapes.

## Les équipes
12 équipes disputent la course.
- Lotería de Boyacá
- EPM - UNE
- Néctar de Cundinamarca - Pinturas Bler
- Indeportes Antioquia[N 1] - Lotería de Medellín
- Boyacá orgullo de América
- GW Shimano - CHEC[N 2] - Edeq[N 3]
- Colombia es Pasión - 472 - Café de Colombia
- EBSA[N 4]
- Super Giros
- Fuerzas armadas - Ejército Nacional[N 5]
- IMRD Cota[N 6] - Flejes Bonelo
- Formesan[N 7] - Panachi - InderSantander[N 8]

## Les étapes
| Étape     | Date     | Villes étapes                                        | km                   | Vainqueur d'étape    | Leader du classement général |
| 1re étape | 1er août | La Ceja – Rionegro                                   | 20 (CLM par équipes) | Indeportes Antioquia | Sergio Henao                 |
| 2e étape  | 2 août   | Rionegro – Puerto Boyacá                             | 172                  | Jaime Castañeda      | Óscar Sevilla                |
| 3e étape  | 3 août   | Puerto Boyacá – Barrancabermeja                      | 191                  | Jairo Pérez          | Jairo Pérez                  |
| 4e étape  | 4 août   | Barrancabermeja – Bucaramanga                        | 117                  | Sergio Henao         | Óscar Sevilla                |
| 5e étape  | 5 août   | Bucaramanga – El Socorro                             | 117                  | Fabio Duarte         | Óscar Sevilla                |
| 6e étape  | 6 août   | Socorro – Tunja                                      | 165                  | Luis Felipe Laverde  | Óscar Sevilla                |
| 7e étape  | 7 août   | Puente de Boyacá (Tunja) – Pantano de Vargas (Paipa) | 150                  | Freddy González      | Óscar Sevilla                |
| 8e étape  | 8 août   | Duitama – Bogota                                     | 207                  | Diego Calderón       | Óscar Sevilla                |
| 9e étape  | 9 août   | Bogota – Líbano                                      | 229                  | José Rujano          | Sergio Henao                 |
| 10e étape | 10 août  | Armero-Guayabal – La Tebaida                         | 203                  | Sergio Henao         | Sergio Henao                 |
| Repos     | 11 août  | Journée de repos                                     | -                    | -                    | -                            |
| 11e étape | 12 août  | Yumbo – Pereira                                      | 207                  | Jaime Vergara        | Sergio Henao                 |
| 12e étape | 13 août  | Pereira – Manizales                                  | 117                  | Fabio Duarte         | Sergio Henao                 |
| 13e étape | 14 août  | Manizales – Medellín (Alto de Las Palmas (es))       | 206                  | Javier González      | Sergio Henao                 |
| 14e étape | 15 août  | Medellín                                             | 34 (CLM)             | Óscar Sevilla        | Sergio Henao                 |

## La course
Après avoir remporté la première étape, disputée en contre-la-montre par équipes, l'équipe Indeportes Antioquia a dominé le classement général individuel de cette 60e Vuelta, par l'intermédiaire de ses deux leaders, Óscar Sevilla et Sergio Henao. À l'exception de la 3e étape, remportée par Jairo Pérez et qui endossa pour un jour le maillot de leader.
Sevilla et Henao ont profité de l'apathie ou de la défaillance des chefs de file des principales formations rivales. Le vainqueur sortant, Rujano fut leur seul adversaire au niveau de sa réputation. Francisco Colorado s'est avéré un redoutable concurrent, car malgré sa fracture de la clavicule survenue lors de la 10e étape, il réussit à terminer quatrième au classement général final.
Sevilla subit un contrôle antidopage positif, à l'issue de la 14e étape, mettant en suspens les résultats du Tour de Colombie 2010. Et c'est seulement au mois de mai 2012, que le Tribunal arbitral du sport rend sa décision et stipule que les résultats obtenus par Óscar Sevilla, dans cette course, sont annulés.

## Classement général
92 coureurs terminent l'épreuve.
| #   | Coureur            | Équipe                    |    | Temps            |
| --- | ------------------ | ------------------------- | -- | ---------------- |
| 1.  | Sergio Henao       | Indeportes Antioquia      | en | 53 h 48 min 21 s |
| 2.  | Óscar Sevilla      | Indeportes Antioquia      | +  | 1 min 49 s       |
| 2.  | José Rujano        | Lotería de Boyacá         |    | 3 min 02 s       |
| 3.  | Francisco Colorado | EPM-UNE                   |    | 4 min 52 s       |
| 4.  | Juan Pablo Suárez  | EPM-UNE                   |    | 5 min 17 s       |
| 5.  | Darwin Atapuma     | Colombia es Pasión        |    | 6 min 12 s       |
| 6.  | Freddy Montaña     | Boyacá orgullo de América |    | 7 min 45 s       |
| 7.  | Alex Cano          | Colombia es Pasión        |    | 10 min 39 s      |
| 8.  | Javier González    | EPM-UNE                   |    | 12 min 18 s      |
| 9.  | Diego Calderón     | Néctar de Cundinamarca    |    | 14 min 51 s      |
| 10. | Iván Parra         | EPM-UNE                   |    | 15 min 01 s      |

## Évolution des classements
| Étapes             | Vainqueur            | Classement général | Classement de la montagne | Classement de la régularité | Classement des étapes volantes | Classement par équipes |
| ------------------ | -------------------- | ------------------ | ------------------------- | --------------------------- | ------------------------------ | ---------------------- |
| 1re étape          | Indeportes Antioquia | Sergio Henao       | Non attribué              | Non attribué                | Non attribué                   | Indeportes Antioquia   |
| 2e étape           | Jaime Castañeda      | Óscar Sevilla      | Jaime Vergara             | Jaime Castañeda             | Camilo Gómez                   | Indeportes Antioquia   |
| 3e étape           | Jairo Pérez          | Jairo Pérez        | Jaime Vergara             | Jaime Castañeda             | Julián Mauricio López          | Colombia es Pasión     |
| 4e étape           | Sergio Henao         | Óscar Sevilla      | Jaime Vergara             | Óscar Sevilla               | Julián Mauricio López          | Indeportes Antioquia   |
| 5e étape           | Fabio Duarte         | Óscar Sevilla      | Jaime Vergara             | Óscar Sevilla               | Julián Mauricio López          | Indeportes Antioquia   |
| 6e étape           | Luis Felipe Laverde  | Óscar Sevilla      | Jaime Vergara             | Óscar Sevilla               | Jaime Suaza                    | Indeportes Antioquia   |
| 7e étape           | Freddy González      | Óscar Sevilla      | Jaime Vergara             | Óscar Sevilla               | Camilo Gómez                   | Colombia es Pasión     |
| 8e étape           | Diego Calderón       | Óscar Sevilla      | Óscar Soliz               | Óscar Sevilla               | Juan Alejandro García          | Colombia es Pasión     |
| 9e étape           | José Rujano          | Sergio Henao       | Óscar Soliz               | Sergio Henao                | Juan Alejandro García          | Indeportes Antioquia   |
| 10e étape          | Sergio Henao         | Sergio Henao       | Óscar Soliz               | Sergio Henao                | Juan Alejandro García          | EPM-UNE                |
| 11e étape          | Jaime Vergara        | Sergio Henao       | Óscar Soliz               | Sergio Henao                | Juan Alejandro García          | EPM-UNE                |
| 12e étape          | Fabio Duarte         | Sergio Henao       | Óscar Soliz               | Sergio Henao                | Juan Alejandro García          | Colombia es Pasión     |
| 13e étape          | Javier González      | Sergio Henao       | José Rujano               | Sergio Henao                | Juan Alejandro García          | EPM-UNE                |
| 14e étape          | Óscar Sevilla        | Sergio Henao       | José Rujano               | Sergio Henao                | Juan Alejandro García          | Indeportes Antioquia   |
| Classements finals | Classements finals   | Sergio Henao       | José Rujano               | Sergio Henao                | Juan Alejandro García          | Indeportes Antioquia   |

## Liste des participants
119 coureurs participent à la compétition.
| Lotería de Boyacá | EPM-UNE | Néctar de Cundinamarca |
| - 1. José Rujano Venezuela - 2. Daniel Rincón Colombie - 3. Manuel Medina Venezuela - 4. Mauricio Neisa Colombie - 5. José Alarcón Venezuela - 6. Graciano Fonseca (en) Colombie - 7. Jonathan Camargo Venezuela - 8. Aldo Valero Colombie - 9. Noel Vásquez Venezuela - 10. Edgar Fonseca Colombie DS Hernán Alemán                               | - 11. Mauricio Ortega Colombie - 12. Giovanni Báez Colombie - 13. Javier González Colombie - 14. Rafael Infantino Colombie - 15. Stíber Ortiz Colombie - 16. Freddy Piamonte Colombie - 17. Juan Pablo Suárez Colombie - 18. Francisco Colorado Colombie - 19. Jaime Castañeda Colombie - 20. Jorge Humberto Martínez (en) Colombie DS Raúl Mesa | - 21. José Castelblanco Colombie - 22. Freddy González Colombie - 23. Fabio Montenegro Colombie - 24. Victor Hugo González (en) Colombie - 25. Diego Quintero Colombie - 26. Wilson Marentes Colombie - 27. Diego Calderón Colombie - 28. Álvaro Gómez Colombie - 29. Alexander Roa Colombie - 30. Giovanni Balsero Colombie DS Raúl Gómez        |
| Indeportes Antioquia | Boyacá orgullo de América | GW Shimano - CHEC - Edeq |
| - 31. Óscar Sevilla Espagne - 32. Sergio Henao Colombie - 33. Juan Carlos López Colombie - 34. Janier Acevedo Colombie - 35. Julián Atehortúa Colombie - 36. Rafael Montiel Colombie - 37. Julián Rodas Colombie - 38. John Fredy Parra Colombie - 39. Alejandro Ramírez Colombie - 40. Carlos Alberto Betancur Colombie DS Carlos Mario Jaramillo | - 41. Freddy Montaña Colombie - 42. Fernando Camargo Colombie - 43. Gregorio Ladino Colombie - 44. Israel Ochoa Colombie - 45. Edwin Parra Colombie - 46. Iván Casas Colombie - 47. Rodolfo Torres Colombie - 48. Uberlino Mesa (en) Colombie - 49. Michael Rodríguez Colombie - 50. Emiro Matta Colombie DS Ángel Yesid Camargo                 | - 51. Félix Cárdenas Colombie - 52. Iván Parra Colombie - 53. Marlon Pérez Colombie - 54. Juan Pablo Villegas Colombie - 55. Camilo Gómez Colombie - 56. Jaime Vergara Colombie - 57. Juan Alejandro García Colombie - 58. Giovanni Chacón (nl) Colombie - 59. Edwin Orozco (en) Colombie - 60. Jaime Suaza Colombie DS Luis Alfonso Cely         |
| Colombia es Pasión | EBSA | Super Giros |
| - 61. Fabio Duarte Colombie - 62. Luis Felipe Laverde Colombie - 63. Alex Cano Colombie - 64. Darwin Atapuma Colombie - 65. Juan Pablo Forero Colombie - 66. Víctor Hugo Peña Colombie - 67. John Martínez Colombie - 68. Robinson Chalapud Colombie - 69. Dalivier Ospina Colombie - 70. William Muñoz Colombie DS Luis Fernando Saldarriaga      | - 71. Libardo Niño Colombie - 72. Óscar Soliz Bolivie - 73. Víctor Niño Colombie - 74. Wilson Cepeda Colombie - 75. Jairo Pérez Colombie - 76. Santiago Ojeda Colombie - 77. Miguel Niño (de) Colombie - 78. Jahir Pérez Colombie - 79. Alexis Camacho Colombie DS Rafael Antonio Niño                                                           | - 81. Juan Diego Ramírez Colombie - 82. Héberth Gutiérrez Colombie - 83. Alexander González Colombie - 84. Carlos Alzate Colombie - 85. Álvaro Montoya Colombie - 86. Edwin Sandoval Colombie - 87. Jhon Henao Colombie - 88. Jefferson Vargas Colombie - 89. Julián Mauricio López Colombie - 90. Jhon Agudelo Colombie DS William Palacio       |
| Fuerzas armadas | IMRD Cota | Formesan |
| - 91. Willinton Bustamante Colombie - 92. Wilson López Colombie - 93. Deivis Rubio Colombie - 94. Leonardo Rodríguez Colombie - 95. Gustavo Ramírez Colombie - 96. Gerardo Rodríguez Colombie - 97. Edson Calderón Colombie - 98. Jesús Castaño Colombie - 99. Fabio Avendaño Colombie - 100. Richard Velandia Colombie DS José Jaime González     | - 101. Samuel Cabrera Colombie - 102. Daniel Balsero Colombie - 103. José David Romero Colombie - 104. Wilmar Ruano Colombie - 105. Edwin Lancheros Colombie - 106. Felipe Gálvis Colombie - 107. Yerson Sánchez (d) Colombie - 108. Ricardo Alfonso Colombie - 109. Fabio Páez Colombie - 110. Álvaro Sáiz Colombie DS José Bonelo              | - 111. Hernán Buenahora Colombie - 112. Alejandro Serna Colombie - 113. Élder Herrera Colombie - 114. Jorge Duarte Colombie - 115. Olmedo Capacho Colombie - 116. Wilson Zambrano Colombie - 117. Lorenzo Argüello Colombie - 118. Alexander Rojas Colombie - 119. Remberto Jaramillo Colombie - 120. Jhonatan Jiménez Colombie DS Federico Muñoz |

27 abandons.